# Colibri (Liljeholmen)
Colibri is een historisch merk van motorfietsen.
Emil Jern, later Motorfabriken Furir, AB Motorindustri, Gävle en Nordiska Aviatik Liljeholmen (1915-1923).
Zweeds merk dat fietsen met clip-on motoren maakte. Aanvankelijk was de merknaam Furir. De machine had een 1½ pk eencilinder viertaktmotor die boven het voorwiel was gemonteerd. In 1917 ging men ook stationaire motoren voor waterpompen produceren. Nadat de bedrijfsnaam in 1919 veranderde in AB Motorindustri ging het merk Colibri heten.
In 1919 verhuisde de productie naar Nordiska Aviatik in Tellusborg en veranderde dus ook de firmanaam. Vanaf 1922 maakte men ook een 250 cc V-twin motorfiets maar in 1923 ging het bedrijf, ondanks de goede verkopen van de Colibri clip-on motoren, failliet.